# Drets del col·lectiu LGBT a la República del Congo

Aquest és un article sobre els drets LGBT a la República del Congo. Les persones lesbianes, gais, bisexuals i transsexuals a República del Congo han d'afrontar reptes legals que no experimenten els residents no LGBT. Tant l'activitat sexual masculina com la femenina amb persones del mateix sexe són legals a la República del Congo, però les parelles del mateix sexe i les famílies formades per parelles del mateix sexe no són elegibles per la mateixa protecció legal disponible per a parelles de sexe oposat.

## Lleis relatives a l'activitat sexual del mateix sexe
Els actes sexuals del mateix sexe són legals. Aquests actes mai no han estat criminalitzats. L'edat del consentiment és desigual.

## Reconeixement de les relacions entre persones del mateix sexe
No hi ha reconeixement legal de les unions de persones del mateix sexe.

## Proteccions de discriminació
No hi ha protecció legal contra discriminació basada en l'orientació sexual. S'ha informat de la discriminació de petits grups locals que lluiten pel dret humà i la llibertat.
Hi ha abusos contra persones LGBT per persones locals, arrestades per la policia principalment a la part oriental del país, s'ha informat que la seva vida corre perill als països propers.

## Condicions de vida
L'Informe de Drets Humans del Departament d'Estat dels Estats Units de 2010 va trobar que "no hi havia una gran comunitat obertament gai o lesbiana a causa de l'estigma social associat a l'homosexualitat" i que "no es coneixien casos de violència o discriminació contra gais, lesbianes o transsexuals durant l'any; mentre que la discriminació pot existir a causa de l'estigma social que envolta l'homosexualitat, s'ha informat de casos ni per les ONG ni pels mitjans de comunicació."

## Taula resum
| Activitat sexual legal amb el mateix sexe                     | (Sempre legal)                            |
| Mateixa edat de consentiment                                  | (des de 1947)                             |
| Lleis antidiscriminació a la feina                            | No                                        |
| Lleis antidiscriminació en la prestació de béns i serveis     | No                                        |
| Matrimoni del mateix sexe                                     | (prohibit constitucionalment des de 2005) |
| Lleis antidiscriminació en el discurs de l'odi i la violència | No                                        |
| Reconeixement de les parelles del mateix sexe                 | No                                        |
| Adopció de fillastres per parelles del mateix sexe            | No                                        |
| Adopció conjunta per parelles del mateix sexe                 | No                                        |
| Prestació de servei militar per gais i lesbianes              |                                           |
| Dret legal a canviar de gènere                                |                                           |
| Accés a la fecundació in vitro per lesbianes                  | No                                        |
| Subrogació comercial per a parelles d'homes homosexuals       | No                                        |
| Permís per donar sang als MSMs                                | No                                        |